# Brejão
Brejão é um município brasileiro do estado de Pernambuco. Administrativamente, Brejão é formado pelo distrito sede e pelo povoado de Santa Rita.

## História
Em dezembro de 1908 foi criado o distrito com a denominação de Brejão de Santa Cruz, pertencente um distrito ao município de Garanhuns. Em 1936, o nome foi alterado para Brejão. Foi constituído município autônomo em 1958.